# Église Saint-Michel de Laćarak
Pour les articles homonymes, voir Église Saint-Michel.
L'église Saint-Michel de Laćarak (en serbe cyrillique : Црква Светог арханђела Михајла у Лаћарку ; en serbe latin : Crkva Svetog arhanđela Mihajla u Laćarku) est une église orthodoxe serbe située à Laćarak, dans la province de Voïvodine, dans le district de Syrmie et sur le territoire de la de ville de Sremska Mitrovica en Serbie. Elle est inscrite sur la liste des monuments culturels de grande importance de la république de Serbie (identifiant no SK 1321).

## Présentation
L'église de Laćarak, près de Sremska Mitrovica, a été construite au milieu des années 1770. De style baroque avec des éléments classicisants, elle est constituée d'une nef unique prolongée par une abside demi-circulaire ; la façade occidentale est dominée par un clocher massif surmonté d'un bulbe aplati, d'une lanterne et d'une croix. Les façades sont rythmées horizontalement par un soubassement peu élevé et par une corniche moulurée courant en-dessous du toit et, verticalement, par des pilastres encadrant les ouvertures, surmontés de chapiteaux. La zone supérieure du clocher est ornée de niches ; trois portails donnent accès à l'église, à l'ouest, au sud et au nord.
La décoration intérieure de l'édifice a commencé dès la consécration de l'église en 1766. L'iconostase, le chœur et le trône de l'évêque, tous de style baroque, ont été réalisés par le sculpteur sur bois de Novi Sad Marko Gavrilović en 1769. Les peintures de l'église ont été confiées en 1786 à Grigorije Davidović-Opšić. Opšić est également l'auteur des fresques de la zone de l'autel et des deux premières travées de l'église ; son travail a été achevé en 1803 par Kuzman Kolarić.
Des travaux de conservation et de restauration de l'édifice ont été effectués en 2006.